# Finder-Spyder
Finder-Spyder est un moteur de recherche fictif (comme la marque de cigarettes Morley, l'agence de location de véhicules Gannon Car Rentals, la bière Heisler Beer, etc.) utilisé dans certains films et séries américains, dont ceux cités ci-dessous.
- Touch : dans l'épisode 3 Safety in Numbers, à 27 minutes 57 secondes, par Martin Bohm (joué par Kiefer Sutherland) qui saisit la recherche « Morton Starling + fraud »  ;
- Breaking Bad : dans l'épisode The Cat's in the Bag ;
- Esprits criminels : dans l'épisode Pleasure Is My Business par Megan Kane (jouée par Brianna Brown) pour chercher des informations au sujet de l'agent spécial Aaron Hotchner (joué par Thomas Gibson) ;
- Preuve à l'appui : Finder Spyder est utilisé dans plusieurs épisodes dont Hubris par Nigel Townsend (joué par Steve Valentine) pour retrouver The Hangman dans le Salmon Arms Horse Park ;
- Les Experts : Finder-Spyder est utilisé dans les épisodes Time of Your Death et Meet Market ;
- Dexter ;
- Hidden Palms : Enfer au paradis : dans l'épisode Party Hardy ;
- Hung : dans l'épisode Pilot ;
- Journeyman : Dan Vasser (joué par Kevin McKidd) utilise une version de Finder-Spyder qui affiche le même style de logo et la même apparence que Google. Il apparaît dans les épisodes A Love of a Lifetime, The Year of the Rabbit, et The Legend of Dylan McCleen ;
- Moonlight : dans l'épisode 12:04 AM ;
- Prison Break (série télévisée) : dans les épisodes J-Cat, Unearthed, Dirt Nap, Safe and Sound, The Legend, Cowboys & Indians, ainsi que dans l'épisode pilote ; dans l'épisode L'Esprit d'équipe (saison 4, épisode 5), quand Sara cherche « Laos » sur son téléphone.
- FBI : Portés disparus : dans les épisodes Baggage (saison 6, épisode 4) par Martin Fitzgerald (joué par Eric Close) et par Samantha Spade (jouée par Poppy Montgomery), pour trouver un site internet mentionné dans un journal codé appartenant à un agent infiltré. Dans l'épisode Cloudy with a Chance of Gettysburg (saison 7, épisode 10), Vivian Johnson (jouée par Marianne Jean-Baptiste) utilise Finder-Spyder pour trouver des informations au sujet de la reconstitution de la guerre civile Américaine.
- Heroes : dans l'épisode Hysterical Blindness.
- X-Files : Aux frontières du réel : dans l'épisode My Struggle (saison 10, épisode 1).
- The Finder : dans l'épisode 7 : Eye of the storm, quand Willa cherche des informations sur un plombier.
- Homeland : dans l’épisode Dans le rang (saison 1, épisode 3) lorsque Carrie consulte les informations contenues dans le téléphone d’un homme suspecté de financer le terrorisme.
- Identity Theft of a Cheerleader (Vengeance sur le campus), de Christie Will Wolf (2019).